# Battaglia di Slivnica
La battaglia di Slivnica (bulgaro: Битка при Сливница, serbo: Битка на Сливници) chiamata dagli storici battaglia dei capitani contro i generali, riferendosi al giovane esercito bulgaro, i cui ufficiali col grado più alto erano capitani; tale battaglia, combattuta il 17-19 novembre 1885, fu decisiva per la vittoria dei bulgari della guerra serbo-bulgara e solidificò l'unificazione appena avvenuta tra il principato di Bulgaria e Rumelia orientale.

## Antefatto
La conclusione della guerra russo-turca (1877-1878) e il Congresso di Berlino (1878) lasciò la Bulgaria divisa in due: la zona a nord dei monti Balcani e Sofia divenne un principato autonomo; mentre la Rumelia orientale tra i monti Balcani e i monti Rodopi divenne uno stato semi-autonomo, formalmente territorio dell'impero ottomano, il cui sultano nominava il governatore cristiano dello stato. L'Assemblea bulgara scelse il principe Alessandro I di Battemberg (1879-1886) come sovrano di Bulgaria e continuò a premere per la riunificazione dei due stati. Cambiamenti politici nel 1883 causarono un raffreddamento delle relazioni tra la Bulgaria e la sua protettrice Russia, che iniziò ad opporsi alla riunificazione.